# Гантер (Арканзас)
Гантер (англ. Hunter) — місто (англ. town) в США, в окрузі Вудрафф штату Арканзас. Населення — 103 особи (2020).

## Географія
Гантер розташований на висоті 64 метра над рівнем моря за координатами 35°3′16″ пн. ш. 91°7′22″ зх. д. / 35.05444° пн. ш. 91.12278° зх. д. (35.054560, -91.122858).  За даними Бюро перепису населення США в 2010 році місто мало площу 1,60 км², уся площа — суходіл.

## Демографія
Згідно з переписом 2010 року, у місті мешкало 105 осіб у 50 домогосподарствах у складі 32 родин. Густота населення становила 66 осіб/км².  Було 71 помешкання (44/км²). 
Расовий склад населення:
| - 96,2 % — білих |

До двох чи більше рас належало 3,8 %. Іспаномовні складали 1,9 % від усіх жителів.
За віковим діапазоном населення розподілялося таким чином: 20,0 % — особи молодші 18 років, 62,9 % — особи у віці 18—64 років, 17,1 % — особи у віці 65 років та старші. Медіана віку мешканця становила 40,5 року. На 100 осіб жіночої статі у місті припадало 94,4 чоловіків;  на 100 жінок у віці від 18 років та старших — 100,0 чоловіків також старших 18 років.
Середній дохід на одне домашнє господарство  становив 37 902 долари США (медіана — 20 313), а середній дохід на одну сім'ю — 55 944 долари (медіана — 21 563). За межею бідності перебувало 35,4 % осіб, у тому числі 30,0 % дітей у віці до 18 років та 40,6 % осіб у віці 65 років та старших.
Цивільне працевлаштоване населення становило 32 особи. Основні галузі зайнятості: транспорт — 28,1 %, сільське господарство, лісництво, риболовля — 21,9 %, виробництво — 15,6 %, роздрібна торгівля — 9,4 %.
За даними перепису населення 2000 року в Гантері проживало 152 особи, 46 сімей, налічувалося 58 домашніх господарств і 77 житлових будинків. Середня густота населення становила близько 95 осіб на один квадратний кілометр. Расовий склад Гантера за даними перепису розподілився таким чином: 97,37 % білих, 1,32 % — чорних або афроамериканців, 0,66 % — корінних американців, 0,66 % — представників змішаних рас.
З 58 домашніх господарств в 31,0 % — виховували дітей у віці до 18 років, 69,0 % представляли собою подружні пари, які спільно проживали, в 8,6 % сімей жінки проживали без чоловіків, 19,0 % не мали сімей. 17,2 % від загального числа сімей на момент перепису жили самостійно, при цьому 5,2 % склали самотні літні люди у віці 65 років та старше. Середній розмір домашнього господарства склав 2,62 особи, а середній розмір родини — 2,98 особи.
Населення міста за віковим діапазоном за даними перепису 2000 року розподілилося таким чином: 25,0 % — жителі молодше 18 років, 7,2 % — між 18 і 24 роками, 24,3 % — від 25 до 44 років, 24,3 % — від 45 до 64 років і 19,1 % — у віці 65 років та старше. Середній вік мешканця склав 42 роки. На кожні 100 жінок в Гантері припадало 111,1 чоловіків, у віці від 18 років та старше — 100,0 чоловіків також старше 18 років.
Середній дохід на одне домашнє господарство в місті склав 22 500 доларів США, а середній дохід на одну сім'ю — 32 500 доларів. При цьому чоловіки мали середній дохід в 25 750 доларів США на рік проти 13 438 доларів середньорічного доходу у жінок. Дохід на душу населення в місті склав 28 172 долари на рік. 10,4 % від усього числа сімей в окрузі і 16,2 % від усієї чисельності населення перебувало на момент перепису населення за межею бідності, при цьому з них були молодші 18 років і 15,2 % — у віці 65 років та старше.